# Cầu lông tại Đại hội Thể thao Bán đảo Đông Nam Á 1965
Các nội dung thi đấu của môn cầu lông tại Đại hội Thể thao Bán đảo Đông Nam Á năm 1965 được tổ chức tại Kuala Lumpur, Malaysia, trong khoảng thời gian từ ngày 14 đến ngày 21 tháng 12 năm 1965. Kết thúc các nội dung tranh tài, đoàn thể thao Malaysia thể hiện ưu thế vượt trội khi giành được 5 trong tổng số 7 huy chương vàng được trao, qua đó xếp vị trí nhất toàn đoàn ở bộ môn cầu lông. Trong khi đó, Thái Lan là quốc gia còn lại giành được 2 huy chương vàng.
Giải đấu bao gồm các nội dung thi đấu cá nhân và đồng đội, cụ thể là: đơn nam, đơn nữ, đôi nam, đôi nữ, đôi nam nữ, đồng đội nam và đồng đội nữ.

## Bảng huy chương
| Hạng               | Đoàn               | Vàng | Bạc | Đồng | Tổng số |
| ------------------ | ------------------ | ---- | --- | ---- | ------- |
| 1                  | Malaysia           | 5    | 3   | 3    | 11      |
| 2                  | Thái Lan           | 2    | 4   | 2    | 8       |
| 3                  | Singapore          | 0    | 0   | 2    | 2       |
| Tổng số (3 đơn vị) | Tổng số (3 đơn vị) | 7    | 7   | 7    | 21      |

## Tóm tắt kết quả
| Nội dung     | Vàng                                                                                      | Bạc                                                                                          | Đồng                                                                |
| ------------ | ----------------------------------------------------------------------------------------- | -------------------------------------------------------------------------------------------- | ------------------------------------------------------------------- |
| Đơn nam      | Tan Aik Huang · Malaysia                                                                  | Sangob Rattanusorn · Thái Lan                                                                | Soonchai Akyapisut · Thái Lan                                       |
| Đơn nữ       | Rosalind Singha Ang · Malaysia                                                            | Sumol Chanklum · Thái Lan                                                                    | Teoh Siew Yong · Malaysia                                           |
|              |                                                                                           |                                                                                              |                                                                     |
| Đôi nam      | Ng Boon Bee · Tan Yee Khan · Malaysia                                                     | Narong Bhornchima · Raphi Kanchanaraphi · Thái Lan                                           | Tan Aik Huang · Yew Cheng Hoe · Malaysia                            |
| Đôi nữ       | Pachara Pattabongse · Pratuang Pattabongse · Thái Lan                                     | Rosalind Singha Ang · Teoh Siew Yong · Malaysia                                              | Ho Cheng Yoke · Sylvia Tan · Malaysia                               |
| Đôi nam nữ   | Ng Boon Bee · Teoh Siew Yong · Malaysia                                                   | Tan Yee Khan · Rosalind Singha Ang · Malaysia                                                | Raphi Kanchanaraphi · Sumol Chanklum · Thái Lan                     |
|              |                                                                                           |                                                                                              |                                                                     |
| Đồng đội nam | Malaysia · Ng Boon Bee · Tan Aik Huang · Tan Yee Khan · Yew Cheng Hoe                     | Thái Lan · Soonchai Akyapisut · Narong Bhornchima · Raphi Kanchanaraphi · Sangob Rattanusorn | Singapore · Ismail Ibrahim · Omar Ibrahim · Wee Sen · Wong Tew Ghee |
| Đồng đội nữ  | Thái Lan · Sumol Chanklum · Bhoopha Koentong · Pachara Pattabongse · Pratuang Pattabongse | Malaysia · Rosalind Singha Ang · Ho Cheng Yoke · Sylvia Tan · Teoh Siew Yong                 | Singapore · Aishah Attan · Lim Choo Eng · Woo Ti Soo · Amy Yap      |